# Lahore
Lahore (pandžabi: لہور, urdu: لاہور) glavni je grad pakistanske pokrajine Pandžab i drugi najveći grad u Pakistanu, nakon Karačija. Često se naziva „Vrtom Mogula“, budući kako sadrži bogato mogulsko nasljeđe. Također, naziva se i kulturnim središtem Pakistana, jer je grad centar pakistanske umjetnosti i kinematografije. 
Nalazi se na rijeci Ravi, u neposrednoj blizini granice s Indijom i 32 km od indijskog grada Armitsara. 
Povijesno, Lahore je bio središte mnogih civilizacija. U 11. stoljeću je bio prijestolnicom Kraljevstva Šahi, u 12. stoljeću Gaznavidskog Carstva, Guridske države u 13. stoljeću, Mogulskog Carstva u 16. stoljeću, te naposljetku države Sika u 19. stoljeću, da bi od sredine 19. do ranog 20. stoljeća bio gradom Britanske Indije.
Kao gavni grad Pandžaba, Lahore je tisućama godina bio kulturno središte sjeverne Indije, od Pešvara do Delhija. Mogulska zadnja u gradu poput džamije Badšahi, utvrde Lahore, Šalimar vrtovi, Džehangirov i Nur Džehanov mauzolej su popularna turistička odredišta. Utvrda Lahore i vrtovi Šalimar su upisani na UNESCO-ov popis mjesta svjetske baštine u Aziji i Oceaniji 1981. godine, a na popis ugroženih mjesta svjetske baštine su dospjeli na zahtjev pakistanske vlade zbog uništenja povijesnih rezervoara 1999. godine kako bi se proširio put i propadanje zidova vrta. Lahore je također dom mnogih britanskih kolonijalnih građevina u indo-gotičkom stilu, poput zgrade Visokog suda, Glavne pošte, te brojnih starijih sveučilišta. Zoološki vrt u Lahoreu je treći najstariji na svijetu. Lahore je svjetski poznat po svojoj kuhinji, umjetnosti, festivalima, filmovima, glazbi i vrtlarstvu. Također sadrži najveću koncentraciju obrazovnih institucija u zemlji i neke od najljepših vrtova u Aziji. Lahore je i veliko vjersko središte s mnogim hramovima, džamijama i vjerskim kompleksima poput Data Durbara.

## Vanjske poveznice
- Lahore, fotografije i povijest  Arhivirana inačica izvorne stranice od 21. svibnja 2011. (Wayback Machine)
- Azad Kašmir, turizam
- Portal grada Lahorea
- Gradska vlast Lahorea  Arhivirana inačica izvorne stranice od 22. kolovoza 2008. (Wayback Machine)
- Kulturni događaji, sport i turizam u Lahoreu  Arhivirana inačica izvorne stranice od 28. kolovoza 2008. (Wayback Machine)
- Fotografije tvrđave Lahore i Šalimarovih vrtova  Arhivirana inačica izvorne stranice od 16. studenoga 2008. (Wayback Machine)
- Fotografije Lahorea

### Ostali projekti
|  | Zajednički poslužitelj ima još gradiva o temi Lahore |